# Ruumissaari (ö i Södra Savolax, S:t Michel, lat 61,78, long 26,90)
Ruumissaari är en ö i Finland. Den ligger i sjön Puula och i sjön Puula och i kommunen S:t Michel i den ekonomiska regionen  S:t Michel och landskapet Södra Savolax, i den södra delen av landet, 210 km nordost om huvudstaden Helsingfors. Öns area är 2,1 hektar och dess största längd är 360 meter i nord-sydlig riktning.